# Boris
Boris (ボリス) é uma banda japonesa conhecida por mudar a sonoridade musical de álbum para álbum. Exemplo de gêneros musicais que a banda já tocou: Drone doom, stoner rock, rock psicodélico, rock alternativo, ambient music e recentemente, apenas o rock and roll. O nome da banda vem de uma música do The Melvins chamada Boris do álbum Bullhead, lançado em 1991.

## Carreira
Em março de 2024, Boris fará uma turnê pela Austrália com três shows com Kiyoharu como convidado especial.

## Formação

### 1992-1996
- Atsuo Mizuno - vocais
- Wata - guitarra
- Takeshi Ohtani - baixo
- Nagata - bateria

### 1996-presente
- Atsuo Mizuno - vocais, bateria e percussão
- Wata - vocais, guitarra e teclado
- Takeshi Ohtani - vocais, baixo e guitarra

### Músicos de turnê
- Michio Kurihara - guitarra (2007-2012)

## Discografia

### Álbuns de estúdio
- Absolutego - (1996)
- Amplifier Worship - (1998)
- Flood - (2000)
- Heavy Rocks - (2002)
- Akuma No Uta - (2003)
- Boris At Last: Feedbacker - (2003)
- The Thing Which Solomon Overlooked - (2004)
- Dronevil - (2005)
- Mabuta No Ura Movie Soundtrack - (2005)
- Pink - (2005)
- The Thing Which Solomon Overlooked Vol. 2 - (2006)
- The Thing Which Solomon Overlooked Vol. 3 - (2006)
- Pink - (2006)
- Vein (2006)
- Smile (2008)
- New Album (2011)
- Heavy Rocks (2011)
- Attention Please (2011)
- Präparat (2013)
- Noise (2014)
- The Thing Which Solomon Overlooked Extra (2014)
- Urban Dance (2015)
- Warpath (2015)
- Asia (2015)
- Dear (2017)
- LφVE & EVφL (2019)
- 1985 (2019)
- NO (2020)
- New Album 2009 (2021)
- W (2022)
- Fade (2022)

### EP
- 1970 - (2002)
- A Bao A Qu - (2005)

### Splits
- Boris/Barebones  - (1996)
- Boris/Tomsk - (1997)
- Boris/Choukoku No Niwa: More Echoes, Touching Air Landscape - (1999)
- Boris/Dudley Corporation - (2003)

### Ao Vivo
- Volume I "Live 96-98" - (2005)
- Volume II "Drumless Shows" - (2005)
- Volume III "Two Long Songs" - (2005)

### DVDs
- 見殺し塔からずっと - Live at Shimokitazawa Shelter - (2003)
- Bootleg: Feedbacker - (2005)
- Wizard's Convention: Japanese Heavy Rock Showcase - (2005)
- Heavy Metal Me - (2005)

### Coletâneas
- Take Care Of Scabbard Fish - (1994)
- From Koenji To Eternity - (1996)
- Up Jumped The Devil: Tribute To Robert Johnson - (2000)
- Mangrove2002 - (2002)
- Merzbow - Frog: Remixed And Revisited - (2003)
- Darkness Hath No Boundaries - (2006)